# Football League First Division

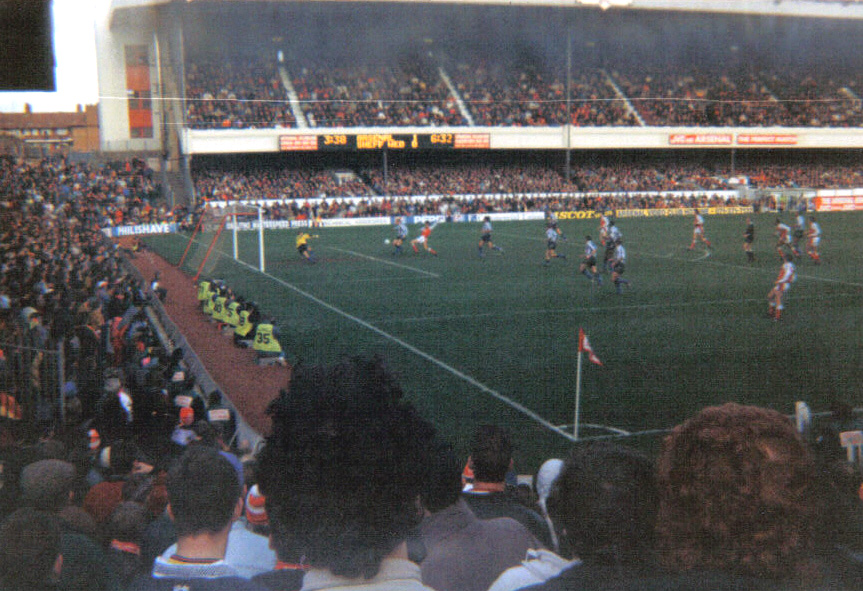
Partida entre Arsenal e Sheffield Wednesday em 1992

A Football League First Division foi a divisão de elite da Football League, na Inglaterra, de 1888 a 1992, e o torneio mais prestigiado e de maior importância do futebol inglês durante esse período. Depois da criação da Premier League no ano de 1992, que passou a ser o torneio da divisão principal do futebol no país, a "First Division" tornou-se o segundo torneio em relevância entre as divisões do futebol inglês. Desde o ano de 2004 é conhecida como Football League Championship.

## História
A competição foi fundada em 1888 pelo diretor do Aston Villa, Charlie Fossey. Seu formato original consistia em um torneio simples composto por 12 equipes, que inicialmente eram: Accrington, Aston Villa, Blackburn Rovers, Bolton Wanderers, Burnley, Derby County, Everton, Notts County, Preston North End, Stoke, atualmente chamado de Stoke City, West Bromwich Albion e Wolverhampton Wanderers, e foi chamada de Football League First Division. Quando a liga passou a admitir membros adicionais vindos da liga rival, a Football Alliance, em 1892, foi separada em duas "divisões"; a liga original e expandida com a participação dos dois melhores times da Alliance, renomeada como First Division, e a segunda divisão, formada pelo resto dos membros da Football Alliance.
Nos 100 anos que se seguiram a First Division foi a principal liga profissional do futebol inglês. Já em 1992, os 22 clubes que a compunham decidiram abandoná-la e formar um novo campeonato, nomeado de Premier League, e que prevalece até os dias atuais. Isso aconteceu porque as equipes menores queriam capitalizar-se, tal como os grandes e já consagrados clubes existentes no país, e negociar direitos televisivos mais rentáveis.  Consequentemente, a Football League passou por um processo de reorganização, com a segunda, terceira e quarta divisões, sendo renomeadas para primeira, segunda, e terceira divisões da Football League. Assim, esta que antes organizava a competição dos clubes de nível mais elevado do futebol no país, passa a ser a associação que representa as competições de nível secundário do sistema de ligas do futebol inglês, em outras palavras, os clubes rebaixados da divisão principal passam a jogar as divisões da Football League.
A First Divion (já como segunda divisão do futebol inglês) foi renomeada como Football League Championship para o começo da temporada 2004-05.[carece de fontes?]

## Formatos
A primeira divisão inicialmente era disputada entre as 12 equipes fundadoras, mas depois ocorreram uma série de expansões, com a popularização do esporte e a evolução dos outros times, que se tornavam cada vez mais competitivos. Ocorreram então uma série de admissões no número de equipes que podiam participar do torneio. A partir de 1987 essas admissões tornaram-se muito constantes, e só acabaram quando a divisão principal foi descontinuada com o nascimento da Premiere League:
| Nº. de times | De   | Até  |
| ------------ | ---- | ---- |
| 12           | 1888 | 1891 |
| 14           | 1891 | 1892 |
| 16           | 1892 | 1898 |
| 18           | 1898 | 1905 |
| 20           | 1905 | 1915 |
| 22           | 1919 | 1987 |
| 21           | 1987 | 1988 |
| 20           | 1988 | 1991 |
| 22           | 1991 | 1992 |
| 24†          | 1992 |      |

† quando passou a ser a segunda divisão do futebol profissional na Inglaterra a partir de 1992

## Campeões da "First Division"

### 1888–1992
Ver Lista de campeões do futebol inglês.

### 1993–2004
Ver Lista de campeões da segunda divisão inglesa.